# Hélice 310

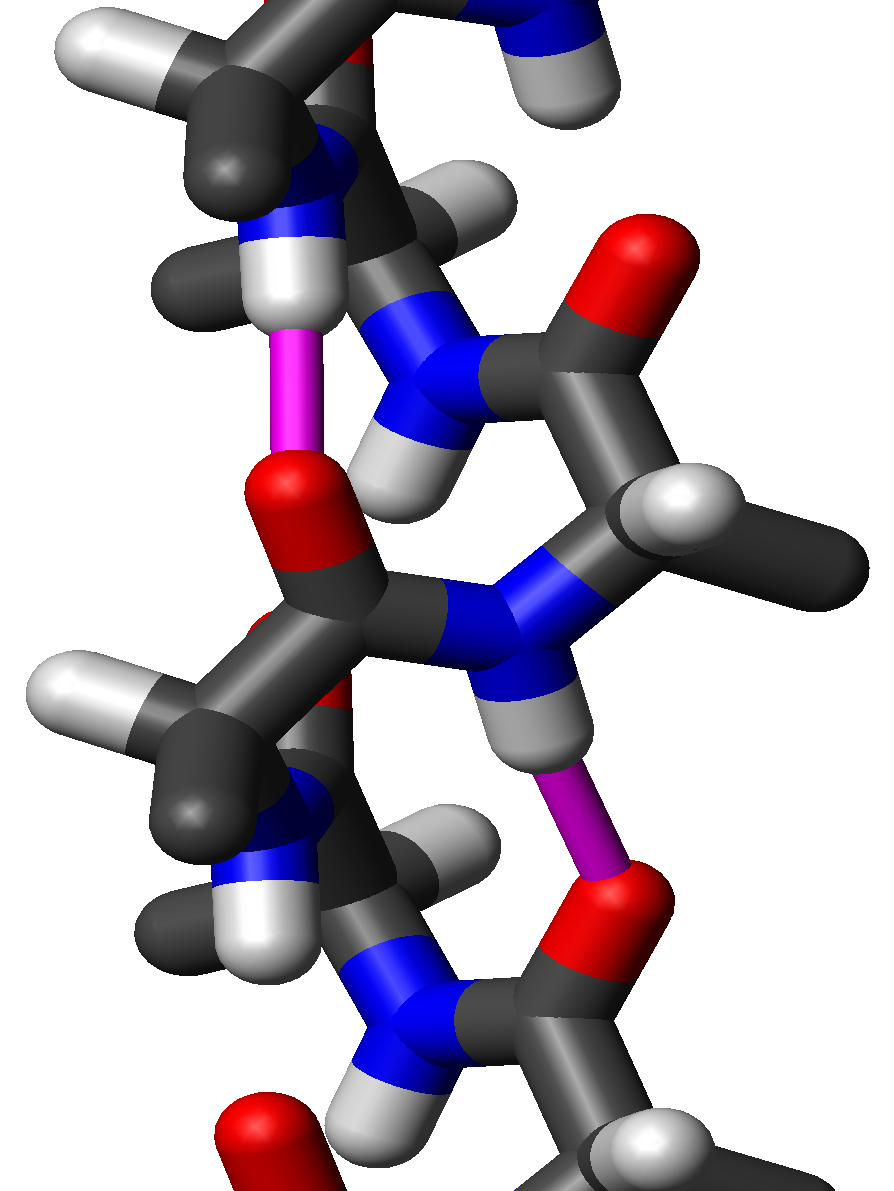
Vista lateral de una hélice 3_{10} de residuos de alanina. En magenta se señalan dos enlaces de hidrógeno al mismo grupo peptídico; la distancia oxígeno-hidrógeno es de 1,83 Å. La cadena de la proteína se dirige hacia arriba; su extremo N-terminal está abajo y el C-terminal arriba. Las cadenas laterales apuntan ligeramente hacia el extremo N-terminal.

Una hélice 310 es un tipo de estructura secundaria de proteínas poco común. Son más estrechas y más lárgas que una hélice alfa.  

## Estructura
Los aminoácidos en una hélice 310 están dispuestos en una estructura helicoidal de sentido horario.  Cada aminoácido corresponde a 120° de giro en la hélice (es decir, la hélice tiene tres residuos por vuelta) y una traslación de 2,0 Å (0,2 nm) a lo largo del eje de la hélice. El grupo N-H de un aminoácido forma un enlace por puente de hidrógeno con el grupo C=O del aminoácido tres residuos anterior; estos enlaces de hidrógeno repetidos i + 3 → i definen la hélice 310. Estructuras similares incluyen la hélice alfa (con enlaces de hidrógeno i + 4 → i) y la hélice pi (con enlaces de hidrógeno i + 5 → i).
Los residuos en una hélice 310 adoptan típicamente ángulos diedros (φ, ψ) cercanos a −49°, −26°, de tal forma que el ángulo ψ  de un residuo y el ángulo φ del siguiente suman unos −75°.  En comparación, la suma de ángulos diedros de una hélice alfa es de aproximadamente −105°, mientras que los de una hélice pi suman unos −125°.
La fórmula general de rotación del ángulo Ω por residuo de cualquier hélice polipeptídica con configuración trans está dada por la ecuación:
{\displaystyle 3\cos \Omega =1-4\cos ^{2}\left({\frac {\varphi +\psi }{2}}\right).}